# El Golf (Barranquilla)
El Golf es un barrio tradicional y exclusivo de la ciudad de Barranquilla. Se encuentra en la localidad Norte-Centro Histórico. En este sector predominan los estratos socioeconómicos 5 y 6, es decir, los más altos de la ciudad.
Limita al nororiente con el río Magdalena, al occidente con la avenida Circunvalar y al norte por la carrera 46 Vía al Mar hasta la calle 84. Cuenta con una población de 1583 habitantes y su código postal es 080001.
La mayoría de las viviendas presentan una arquitectura moderna y un estilo californiano.

## Actividades socioeconómicas
Caracterizado por ser uno de los barrios de la clase alta de Barranquilla debido a su infraestructura y localización, está constituida por urbanizaciones residenciales, modernos edificios de gran altura (Solara Towers) y rascacielos, como el Grattacielo y Mirage 57, inmobiliarias, droguerías, tiendas de ropa, gimnasios, restaurantes, tiendas de postres y pastelerías. 
Además de esto en el sector se encuentran ubicados centros comerciales y financieros, supermercados y hoteles.

## Sitios de interés
Este barrio además cuenta con otros sitios de interés como el parque Ezequiel Rosado, el parque El Golf que cuenta con tres canchas de tenis de polvo de ladrillo, de ellas, dos están destinadas para la práctica del deporte a nivel profesional, también con gimnasios y una zona de entrenamiento en suspensión. También se encuentra la parroquia de la Sagrada Eucaristía.